# Diphasiastrum complanatum subsp. complanatum
Espèce
Diphasiastrum complanatum subsp. complanatum (anciennement Diphasiastrum complanatum) ou Lycopode aplati, est une espèce de lycophytes de la sous-famille des Lycopodioidées.

## Taxonomie

### Historique
Décrite par Carl von Linné en 1753 sous le nom de Lycopodium complanatum dans son ouvrage fondateur Species Plantarum. Elle resta classée dans ce genre pendant plus de deux siècles, bien que certains botanistes aient noté dès le XIXe siècle ses différences morphologiques notables avec les autres Lycopodium, notamment ses rameaux nettement aplatis et son port étalé. C’est finalement le botaniste tchèque Josef Holub qui proposa, en 1975, de séparer ces espèces en un genre distinct, Diphasiastrum, sur la base de critères morphologiques et anatomiques cohérents avec les données de la systématique moderne,.
Certaines bases de données adoptent une subdivision supplémentaire en sous-espèces, menant à l’usage de Diphasiastrum complanatum subsp. complanatum pour désigner la forme typique européenne. Cette évolution taxonomique reflète la volonté d’adapter la classification des lycopodes aux connaissances récentes issues de la morphologie comparée et de la biogéographie .

### Étymologie
Son nom d’espèce vient du latin complanatus, « aplati », qui fait allusion à l’aspect des rameaux.

### Description

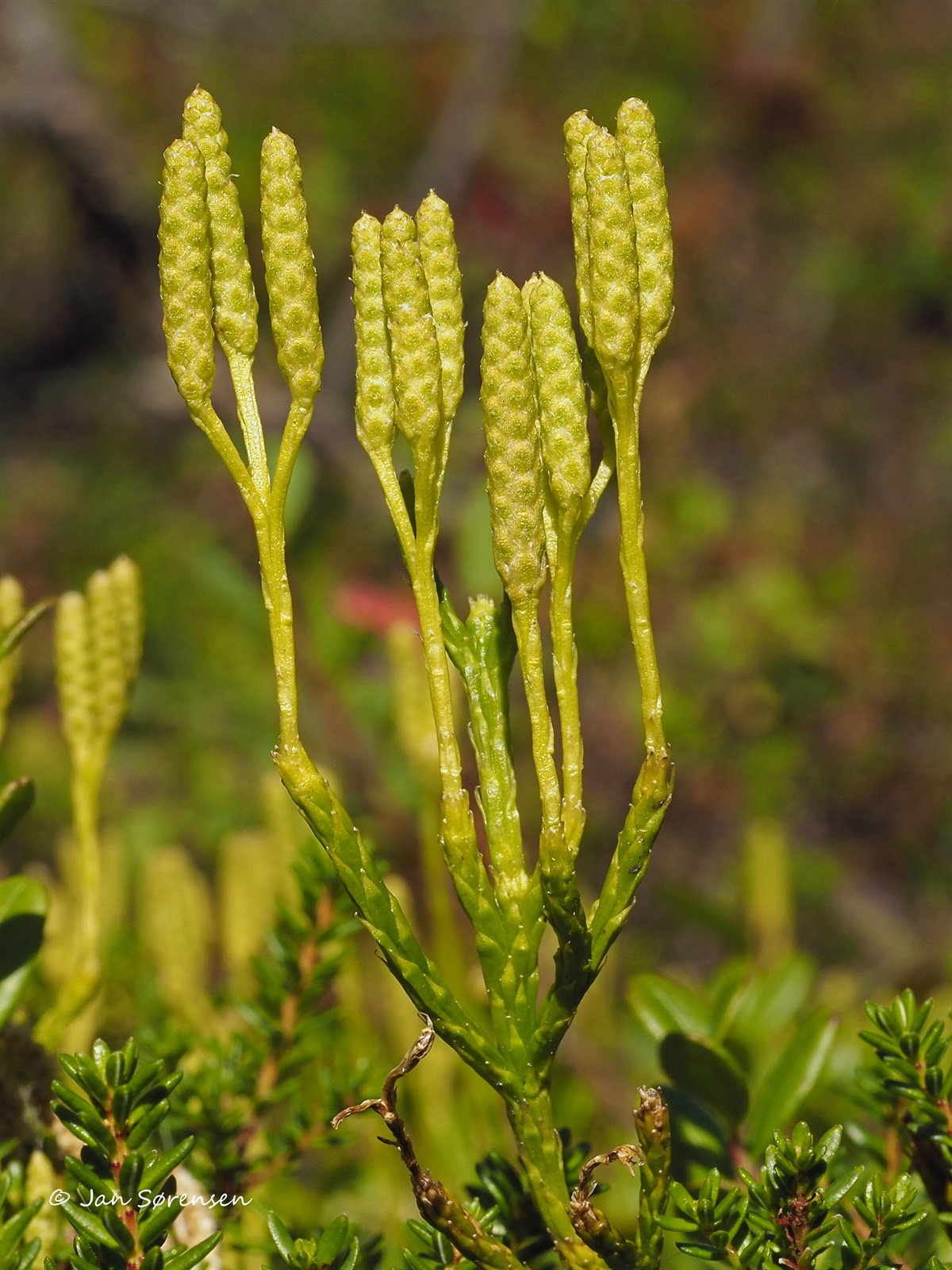
Détails sur les pédoncules ramifiées en « chandelier »

Ce lycopode posséde une tige principale horizontale et longuement rampante qui porte des pousses dressées et très ramifiées, atteignant souvent une vingtaine de centimètre de hauteur. Ces pousses dressées sont constituées d’un axe cylindrique, lui-même garni de petites feuilles semblable et régulièrement disposées tout autour, et de rameaux latéraux à ramifications plus ou moins dichotomiques. Les épis sont groupés le plus souvent par 2 jusqu'à 4 au sommet de pédoncules allongés et grêles, ramifiés à leur sommet (en forme de « chandelier »), bien distincts des rameaux végétatifs .
C’est une plante vivace à la fructification estivale. Les épis se dessèchent en automne; rameaux végétatifs persistant, les pousses dressées poursuivant leur croissance en formant de nouvelles fructifications l’année suivante .
L’espèce est diploïde (2n = 46 chromosomes) .

### Risque de confusion
Il y a un risque important de confusion avec Diphasiastrum x zeilleri.

## Distribution et habitat

### Distribution
On le rencontre dans les régions tempérées et froides de l’hémisphère nord. Vaste répartition dans les pays nordiques : Danemark, Norvége, Suède, Finlande, Pays Baltes et au nord de la Russie, ainsi qu’en Europe centrale et orientale, de la region rhénane jusqu’à l’Oural, vers le sud jusqu’aux Alpes italiennes, au nord des Apennins et aux Balkans . 
En France, ce lycopode n’est plus connue de nos jours, mais à existé à deux points du versant alsacien des Vosges : au lac Blanc au dessus d'Orbey où elle ne semble pas avoir été revue au XXe siècle, et près de Saverne où elle a été observée en 1921. Il est a noté que des récoltes de ces deux localités sont conservées à Bâle, dans les herbiers de la Société Botanique et de l’Université . 
Hors d’Europe, en la retrouve en Asie, à travers toute la Sibérie jusqu’au Japon. Mais aussi au Groenland et Amérique du Nord, principalement au Canada et en Alaska. Des taxons très voisins existent en Macronésie, en Asie du Sud-Est, dans le sud de l’Afrique et à Madagascar, ainsi qu’en Amérique du Sud . 

### Habitat

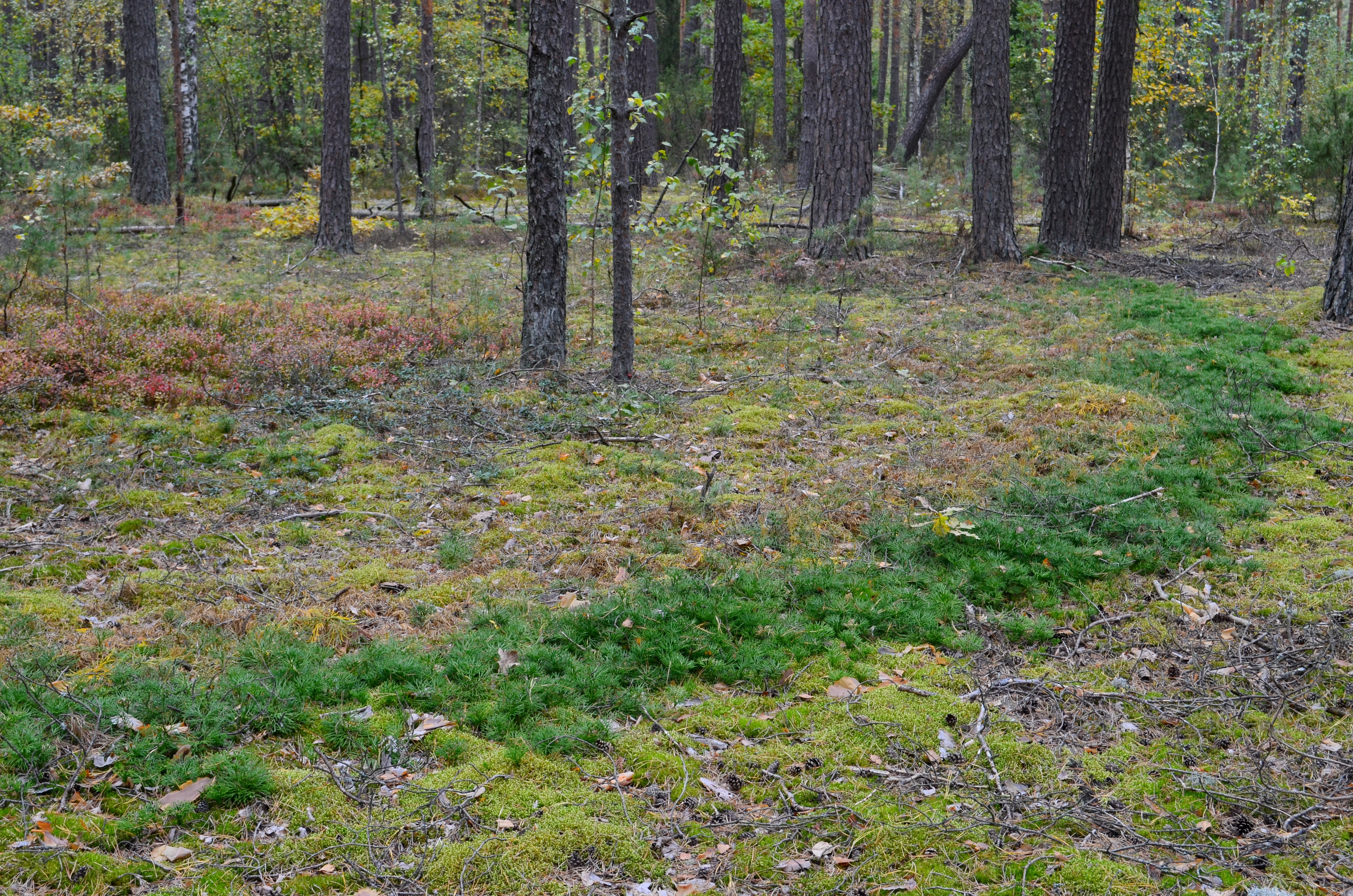
Exemple d’habitat de D.complanatum subsp. complanatum, ici dans la fôret de Dainava en Lituanie.

C’est une espèce des sols acides et assez filtrants, souvent liés à des terrains granitique ou sable-gréseux. Elle montre une nette préférence pour les situations semi-ombragées, sous les fôrets de résineux ou mélangées de feuillus; peut, cependant, ce maintenir sous ombrage plus dense (sous forme de rosette qui restent stérile) ou, à l’inverse, se trouve à découvert, en clairières ou dans des zones rases au sein des landes à callune et myrtille. À basse et moyenne altitude, elle atteint parfois 1800 m en Europe centrale .
L’habitat des anciennes localités françaises n’est pas connue avec précision, mais il est cependant probable qu’il s’agisse de station forestières .

## Hybrides
Deux hybrides diploïdes sont actuellement connue : avec D.alpinum (ce qui donne l’espèce D.x issleri), et avec D.tristachyum (ce qui donne l’espèce D.x zeilleri). Cette espèce est également impliquée dans la formation d’hybrides triploïdes. 